# Horta Nord
La Horta Nord (in castigliano: Huerta Norte) è una delle 34 comarche della Comunità Valenciana, con una popolazione di 201 412 abitanti in maggioranza di lingua valenciana; suo capoluogo è Puçol.
Amministrativamente fa parte della provincia di Valencia, che comprende 17 comarche.